# Municipio de Washington (condado de Van Buren, Arkansas)
El municipio de Washington (en inglés: Washington Township) es un municipio ubicado en el condado de Van Buren en el estado estadounidense de Arkansas. En el año 2010 tenía una población de 850 habitantes y una densidad poblacional de 5,32 personas por km².

## Geografía
El municipio de Washington se encuentra ubicado en las coordenadas 35°43′51″N 92°33′33″O / 35.73083, -92.55917. Según la Oficina del Censo de los Estados Unidos, el municipio tiene una superficie total de 159.63 km², de la cual 159,24 km² corresponden a tierra firme y (0,24 %) 0,39 km² es agua.

## Demografía
Según el censo de 2010, había 850 personas residiendo en el municipio de Washington. La densidad de población era de 5,32 hab./km². De los 850 habitantes, el municipio de Washington estaba compuesto por el 95,53 % blancos, el 0,12 % eran afroamericanos, el 0,35 % eran amerindios, el 0,35 % eran de otras razas y el 3,65 % eran de una mezcla de razas. Del total de la población el 1,53 % eran hispanos o latinos de cualquier raza.